# Saint-Ouen-en-Champagne
Saint-Ouen-en-Champagne là một xã trong tỉnh Sarthe ở tây bắc nước Pháp. Xã này nằm ở khu vực có độ cao từ 52-121 mét trên mực nước biển.
Sông Vègre tạo thành ranh giới phía bắc thị trấn.